# Jugoslavia all'Eurovision Young Musicians
La Repubblica Socialista Federale di Jugoslavia unico paese socialista a far parte dell'UER, ha partecipato all'Eurovision Young Musicians per la prima volta nel 1986 fino alla sua dissoluzione nel 1991.
Nel 1992 a partecipare all'Eurovision Song Contest fu la Repubblica Federale di Jugoslavia. Due anni dopo faranno la loro comparsa al contest Croazia, Slovenia e Macedonia. Con il nome di Serbia e Montenegro parteciperà per la prima e unica volta nel 2006, mentre nel 2012 sarà la volta della Bosnia ed Erzegovina.

## Partecipazioni
- Primo posto
- Secondo posto
- Terzo posto

| Anno                    | Artista           | Strumento   | Canzone                                                                                                  | Posizione       | Posizione       |
| Anno                    | Artista           | Strumento   | Canzone                                                                                                  | Finale          | Semifinale      |
| ----------------------- | ----------------- | ----------- | --- | --------------- | --------------- |
| 1986                    | Aleksandar Madžar | Pianoforte  | 1) Concerto per Pianoforte, No.4 in G maggiore, Op.58, secondo e terzo movimento di Ludwig van Beethoven | F               | N.A.            |
| 1988                    | Violeta Smailovic | Violino     | N.A. | Non qualificata | Non qualificata |
| 1990                    | Dejan Božić       | Violoncello | N.A. | Non qualificata | Non qualificata |
| 1992                    | Ognjen Popović    | Clarinetto  | N.A. | Non qualificata | Non qualificata |
| Paese non più esistente |                   |             | |                 |                 |